# مشکلی با منحنی
مشکلی با منحنی (انگلیسی: Trouble with the Curve) فیلمی در ژانر درام-ورزشی به کارگردانی رابرت لورنتس است که در سال ۲۰۱۲ منتشر شد.

## خلاصه داستان
یک استعداد یاب سالخورده بیسبال (کلینت ایست وود) در آخرین سفر خود برای کشف استعداد، دخترش (امی آدامز) را نیز به همراه خودش می‌برد…

## بازیگران
- کلینت ایستوود
- ایمی آدامز
- جاستین تیمبرلیک
- جان گودمن
- متیو لیلارد
- رابرت پاتریک
- باب گانتون
- اسکات ایستوود
- اد لاوتر